# Kris Versteeg
Kristopher Royce „Kris“ Versteeg (* 13. Mai 1986 in Lethbridge, Alberta) ist ein ehemaliger kanadischer Eishockeyspieler, der im Verlauf seiner aktiven Karriere zwischen 2002 und 2020 unter anderem 736 Spiele für die Chicago Blackhawks, Toronto Maple Leafs, Philadelphia Flyers, Florida Panthers, Carolina Hurricanes, Los Angeles Kings und Calgary Flames in der National Hockey League (NHL) auf der Position des rechten Flügelstürmers bestritten hat. In Diensten der Chicago Blackhawks, für die er den Großteil der Spiele absolvierte, gewann Versteeg in den Jahren 2010 und 2015 zweimal den Stanley Cup. Sein jüngerer Bruder Mitch ist ebenfalls professioneller Eishockeyspieler.

## Karriere
Kris Versteeg begann seine Karriere als Eishockeyspieler in seiner Heimatstadt bei den Lethbridge Hurricanes, für die er von 2002 bis 2005 insgesamt drei Jahre lang in der Western Hockey League spielte. In dieser Zeit wurde er während des NHL Entry Draft 2004 in der fünften Runde als insgesamt 134. Spieler von den Boston Bruins ausgewählt. Nach seinem letzten Jahr in Lethbridge wechselte er zu den Red Deer Rebels und spielte für ein weiteres Jahr in der WHL, ehe er gegen Ende der Saison 2005/06 erstmals im professionellen Eishockey für die Providence Bruins, das Farmteam der Boston Bruins, spielte. In 13 Spielen der regulären Saison gelangen dem Angreifer sechs Scorerpunkte, darunter zwei Tore. In den drei Playoffspielen blieb er ohne Scorerpunkte.

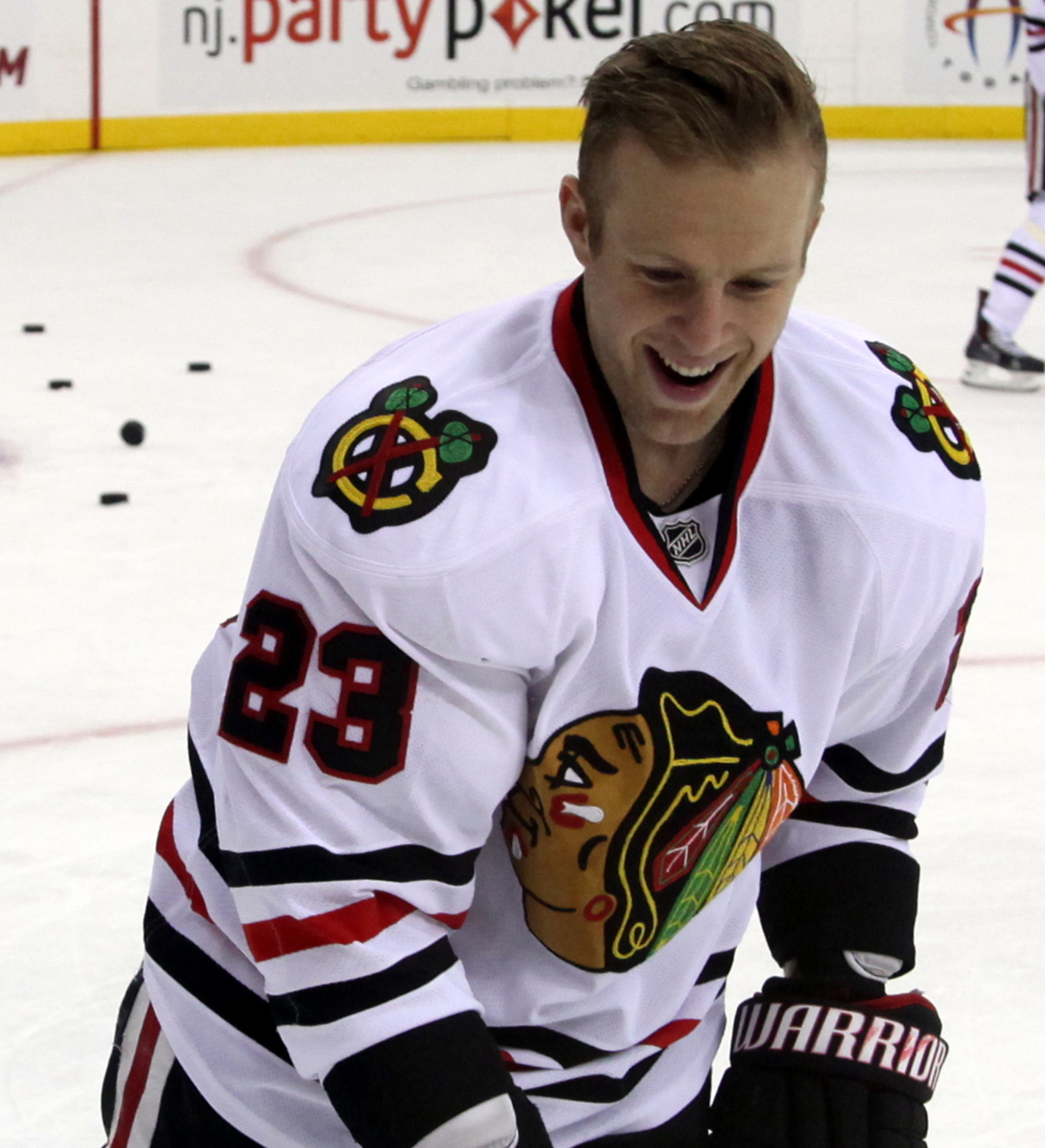
Versteeg im Trikot der Chicago Blackhawks

Am 3. Februar 2007 wurde Kris Versteeg im Tausch für Brandon Bochenski an die Chicago Blackhawks abgegeben. Bis Ende der Saison 2006/07 spielte Versteeg für das damalige AHL-Farmteam der Blackhawks, die Norfolk Admirals. In der folgenden Saison stand Versteeg in 56 AHL-Spielen für die Rockford IceHogs, das neue Farmteam Chicagos, auf dem Eis und erzielte 49 Scorerpunkte, davon 18 Tore. In derselben Spielzeit gab er sein Debüt in der National Hockey League und erzielte in 19 Spielen für die Blackhawks 20 Scorerpunkte, darunter sieben Tore. In der Saison 2009/10 gewann er mit Chicago erstmals in seiner Laufbahn den Stanley Cup.
In dessen Folge trennten sich die Blackhawks Ende Juni von Versteeg, so dass er mit Bill Sweatt im Tausch gegen Viktor Stålberg, Chris DiDomenico und Philippe Paradis nach Toronto wechselte. Bei den Maple Leafs war er als Stammspieler gesetzt, ehe er im Februar 2011 im Austausch für ein Erst- und Drittrundenwahlrecht für den NHL Entry Draft 2011 an die Philadelphia Flyers abgegeben wurde. Am 1. Juli 2011 transferierten ihn die Flyers für ein Zweitrunden-Wahlrecht im NHL Entry Draft 2012 oder NHL Entry Draft 2013 sowie einem Drittrunden-Wahlrecht im NHL Entry Draft 2012 zu den Florida Panthers.
Nach zwei Jahren in Florida wurde er gemeinsam mit Philippe Lefebvre zu den Chicago Blackhawks transferiert, die dafür ihrerseits Jimmy Hayes und Dylan Olsen abgaben. In der Saison 2014/15 gewann Versteeg seinen zweiten Stanley Cup mit den Blackhawks.
Im September 2015 wurde Versteeg gemeinsam mit Joakim Nordström an die Carolina Hurricanes abgegeben, die ihrerseits die Nachwuchsspieler Dennis Robertson und Jake Massie nach Chicago transferierten. Zudem tauschten die Blackhawks ihr Drittrunden- gegen ein Fünftrunden-Wahlrecht der Hurricanes für den NHL Entry Draft 2017. Chicago schaffte durch dieses Tauschgeschäft Platz im Salary Cap, wodurch kurz darauf der Vertrag mit Marcus Krüger verlängert werden konnte.
Bereits im Februar 2016 wechselte Versteeg erneut das Team, als er im Austausch für Walentin Sykow und ein erfolgsabhängiges Fünftrunden-Wahlrecht im NHL Entry Draft 2016 an die Los Angeles Kings abgegeben wurde. In Los Angeles beendete der Angreifer die Saison, bevor er sich im Juli 2016 zu einem Wechsel nach Europa entschloss und beim SC Bern aus der National League A einen Einjahresvertrag unterzeichnete. Anfang September wurde jedoch bekannt, dass Versteeg den medizinischen Check in Bern nicht bestanden habe und er seinen Vertrag deshalb nicht antreten könne. In der Folge unterzeichnete er im Oktober 2016 einen Einjahresvertrag bei den Calgary Flames. Dieser wurde einmal um die gleiche Laufzeit verlängert, bevor er im Sommer 2018 keinen weiterführenden Vertrag in Calgary erhielt.
Im August 2018 wechselte er zum HK Awangard Omsk in die Kontinentale Hockey-Liga (KHL), ehe der Kanadier im Februar 2019 bis zum Saisonende 2018/19 gültigen Vertrag bei den Växjö Lakers in der Svenska Hockeyligan unterzeichnete. Im April 2019 kehrte Versteeg nach Nordamerika zurück, um erneut einen Einjahresvertrag mit den Rockford IceHogs, dem Farmteam der Blackhawks, abzuschließen. Dieses verließ er aber nach nur sechs Einsätzen und schloss sich im November desselben Jahres dem slowakischen Klub HK Nitra an. Im Frühjahr 2020 erklärte der zweifache Stanley-Cup-Gewinner seine Karriere als Aktiver wenige Wochen vor seinem 34. Geburtstag für beendet.

### International
Mit der kanadischen U18-Auswahl nahm Versteeg an der U18-Junioren-Weltmeisterschaft in der belarussischen Hauptstadt Minsk teil. Dabei belegte er mit dem Team den vierten Rang. In sieben Turniereinsätzen bereitete er zwei Tore vor.
Mit dem Team Canada nahm der Stürmer am prestigeträchtigen Spengler Cup 2019 in Davos teil, den er mit der Auswahlmannschaft gewann.

## Erfolge und Auszeichnungen
| - 2009 Teilnahme am NHL YoungStars Game - 2009 NHL All-Rookie Team - 2010 Stanley-Cup-Gewinn mit den Chicago Blackhawks | - 2015 Stanley-Cup-Gewinn mit den Chicago Blackhawks - 2019 Spengler-Cup-Gewinn mit dem Team Canada |

## Karrierestatistik

### International
Vertrat Kanada bei:
- U18-Junioren-Weltmeisterschaft 2004

(Legende zur Spielerstatistik: Sp oder GP = absolvierte Spiele; T oder G = erzielte Tore; V oder A = erzielte Assists; Pkt oder Pts = erzielte Scorerpunkte; SM oder PIM = erhaltene Strafminuten; +/− = Plus/Minus-Bilanz; PP = erzielte Überzahltore; SH = erzielte Unterzahltore; GW = erzielte Siegtore; 1 Play-downs/Relegation; Kursiv: Statistik nicht vollständig)